# Jemiołów (wieś)

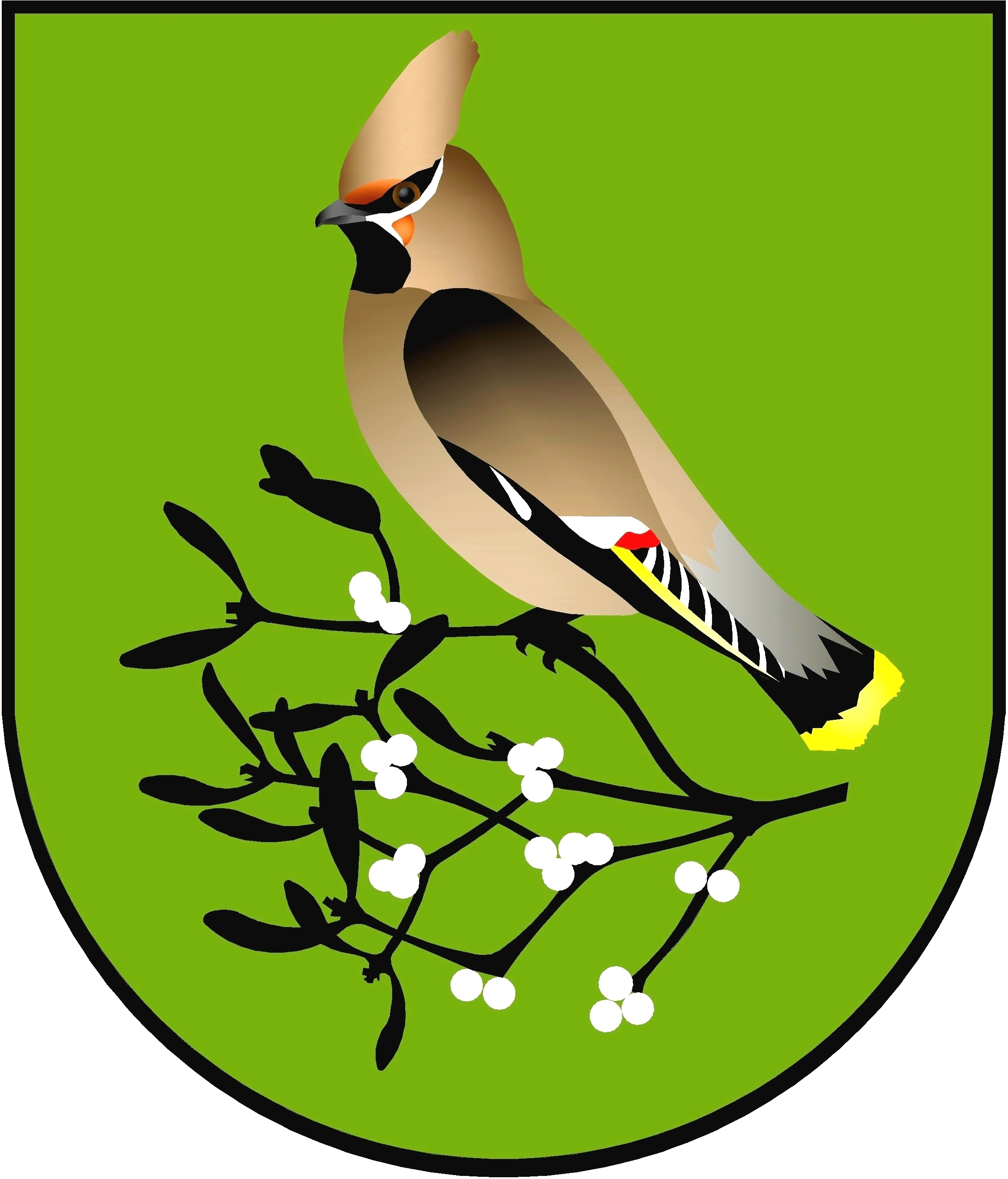
Nieoficjalny herb wsi Jemiołów

Jemiołów (niem. Petersdorf) – wieś w Polsce, położona w województwie lubuskim, w powiecie świebodzińskim, w gminie Łagów.
W latach 1975–1998 miejscowość administracyjnie należała do województwa zielonogórskiego. Znajduje się tutaj maszt RTV RTCN Jemiołów.

## Integralne części wsi
| SIMC    | Nazwa     | Rodzaj     |
| ------- | --------- | ---------- |
| 0911345 | Bracikowo | przysiółek |

## Zabytki
Do wojewódzkiego rejestru zabytków wpisany jest:
- dom nr 16, drewniany, z XVIII wieku

inne zabytki:
- kościół filialny pw. Podwyższenia Krzyża Świętego, klasycystyczny z XVIII wieku. Świątynia murowana, orientowana, wzniesiona na planie prostokąta z kwadratową wieżą i dwoma przedsionkami[9].